# Pholodes indigna
Pholodes indigna là một loài bướm đêm trong họ Geometridae.